# Spongicola tropicanus
Spongicola tropicanus is een eenoogkreeftjessoort uit de familie van de Eunicicolidae. De wetenschappelijke naam van de soort is voor het eerst geldig gepubliceerd in 2005 door Kim I.H..